# Статут Суботице из 1745.
Градски статут из 1745. је конвенционални назив за документ који се чува у Историјском архиву Суботица под сигнатуром F.179, кутија I, бр. 38. Писан језиком и мађарском ортографијом којима су се служили Буњевци, представља прву полицијску наредбу која прописује правила понашања у Суботици након његове реинкорпорације у Бачку жупанију. Први га је открио мађарски историчар Иштван Ивањи. Препознавши његов значај, Ивањи га је издвојио од осталих докумената који су му дати на коришћење и уврстио у збирку која ће добити име по њему − Збирка Иштвана Ивањија. Документ је први интегрално објавио и критички коментарисао Гашпар Улмер у збирци докумената „Сведочење векова” (едиција „Корени”) 1991. године. Језичку анализу документа извршио је Јосип Буљовчић.

## Ортографска адаптација
Године 1745. дана 4. јуна од стране Градског већа за корист и добро јавности, израђено је следеће и то:
1. У недиљу, и остале заповидне светковине, да неима нитко упрети у кола коње до подне тојест док на поздрављење звоно не удари, брез знања, и допуштења црквеног старешине, јер ткосе у том затече колико пута, толико пута даће на цркву глобе и дукат.
2. Тко виру, душу и остале погрде узговори и узпсује противне Г. Богу, а људма немиле колико толико брез сваког Суда имаће по 50. б[атина].
3. Да неима нитко у цркву луле носити, нити по сокаци, нити пак погувни, около сина, сламе, трске и корова дуван пушити, јер колико пута затече тко толикопута хоћему хајдуци лулу отет, а свртога 25. бат[ина] илити глобу.
4. Кадсе кому варошки печат пошље, а не донесе на уречено вриме г. бирову, веће по онаковог хајдук пође, у први маха даће хајдуку  11 1/2 д. а други маха 11 1/2 д. даће, и каштигу имаће.
5. Од сад кад кому тизедуш дође, и кола заповиди на заповиђено вриме да има изић, аколипак тизедуш и други пут дође а онакав није изашао имаће за каштигу 25 [бат]ина. Аколи пак тизедуш небуде хотио г. бирову онаковог очитовати који није на прву заповист изашао, а онће мисто оног имат 25 бат[ина].
6. Кадсе кому тизедуш, илити хајдук пошље, да неима нитко њи псоват, тко узпсује 25 б[батина] аколи пак удари, избије имаће 50 б будући они по својој вољи не буде, већ по заповистислав. танача и г. бирова.
7. Тко субаши на пут стане, то јест марву не буде дао одтирати бићему за каштигу 25 б[атина] аколи избије 50 б[атина] и за који платиће кав буде.
8. Кадсе каква краљевска заповист публицира, илити каква заповист с. танача по теларусе обзнањује, а тко не обдержи онакову заповист имаће велику каштигу, илити глобу.
9. Нексе нитко не усуди иностранца, бећара, илити бећарушу у своји дом примити, док г. бирову не пријави, нити пак слугу најмити под великом глобом.
10. Кад тко битангу коња, илити друго какво марвинче улови, да неима даље од три дна присеби держати, веће такиј у варошку кућу довести, и пријавити, тко дуље од три дна један дан уздржи имаће суд сврху себе какоти један очити хрсузин, и у аришту, пак у гожђу биће држан.
11. Да нитко сам себи ту област узме кућу, правити, кућу продати а не приказати, нити гдигод окопавати земљу брез знања, и допуштења с. танача, и такођер брез пријављења виноград продати, купити, тко у супрот тога учини биће под великом каштигом и глобом, тко купи, и тко прода кућу, илити виноград.
12. Да се нитко не усуди крадом вино, ракију, и шрбет точити, јер тко уточи штогод нађе при њему од пића осим велике каштиге свећесе у контрабант узет, и тко таково отајно пиће купује, и он ће каштиге терпит, такоће бити и онима који сапун продају, илити сапунџије укућу своју примају пак отајно брез знања г. бирова продају, по исти начин и тко сапун таков купи имаће каштигу голему.
13. Ткогод у касапници до стоо фунди меса задужисе, даима такиј говече дати, тко не буде хотио дати, оћесе у марву онога егзекуција послат, да најбоље говече дотира.
14. Ако који ове мале гуке, и велике хрсузлук видио, чуо, а не доказао с. таначу биће под великом каштигом.
15. Тко се прочује да у својој кући велике ноћне диване, сиднице уздржи имаће за покору 30. б[атина], а сидничари по 25. б[атина].
16. Нек сваки своје сопрост. Свиње чува од жита, и од други штета, јерће онакове свиње пушками потућ.
17. Од сад у напридак по обичају ники теники људи да сенаторе по сокаци не псују, нити пак по мена, ако који сенатор кому крив буде, нек се пријави даћемусе Суд.
18. Кад који човек ским парницу има, нека се по пољу не псују по обичају, јер који буде псовања почетак имаће 25.пакћемусе за парницу Суд чинити.

## Језичка анализа
Са филолошког становишта, Градски статут из 1745. године је добар пример употребе говора бачких Буњеваца у градској администрацији. Према Јосипу Буљовчићу, његов значај се састоји „у томе што садржи типичне одлике језичког израза и графијско-правописних решења писаних докумената из 18. века”. Писан буњевачким говором, садржи бројне икавизме (nedilya, vira, zapovist и др.), изузимајући један екавизам - csovek, који је споран, јер је лист на том месту оштећен.